# Dyslalie
Dyslalie ist ein Sammelbegriff für Störungen der Aussprache oder der Artikulation. Die frühere, heute nicht mehr gebräuchliche Bezeichnung lautet Stammeln. Umgangssprachlich wird unter Stammeln oft eher Stottern verstanden. Selbst in der Fachliteratur findet sich gelegentlich diese falsche Gleichsetzung.
Im aktuellen wissenschaftlichen Diskurs hat man sich auch vom Begriff „Dyslalie“ distanziert und nutzt zur Bezeichnung eher Wörter wie „Aussprachestörung“ oder „Artikulationsstörung“. In der eher medizinisch-therapeutischen Fachliteratur findet jedoch weiterhin der Begriff „Dyslalie“ Verwendung.

## Störungsbild
Grundsätzlich werden zwei Typen von Dyslalien unterschieden: Störungen im phonetischen Bereich und Störungen im phonologischen Bereich.
- Unter dem phonetischen Aspekt sind Dyslalien Störungen bei der Bildung von Sprachlauten: Laute können aufgrund von artikulationsmotorischen Schwierigkeiten nicht korrekt gebildet werden; es handelt sich also um eine Sprechstörung. Das gängigste Beispiel für eine solche Störung ist der Sigmatismus („Lispeln“), bei dem Sibilanten (S-, Sch-Laute) fehlerhaft gebildet werden.
- Der phonologische Aspekt hingegen sieht Dyslalien als Störungen bei der Verwendung von Sprachlauten: Laute können zwar isoliert korrekt gebildet, aber nicht gemäß den sprachsystematischen Regeln angewandt werden. Häufig werden sie ausgelassen oder durch andere muttersprachliche Laute ersetzt, beispielsweise das /⁠k⁠/ durch das /⁠t⁠/. Es handelt sich hierbei also um eine Sprachstörung.
- Seltener tritt auch eine Mischform beider Störungen auf, die als phonetisch-phonologische Störung bezeichnet wird. Bei dieser Form bedingen sich Lautbildungs- und Lautverwendungsstörungen gegenseitig.

Auf der phonetischen Ebene gibt es neben dem geläufigen Sigmatismus noch mehrere andere Fehler, deren Bezeichnungen sich aus dem Namen des griechischen oder hebräischen Buchstabens für den nicht korrekt gesprochenen Laut und aus der Nachsilbe -ismus (sowie dem Fugenelement -t- oder -z-) ergeben:
| Buchstabe | Buchstabe | Name         | fehlerhafte Aussprache des Lautes |
| --------- | --------- | ------------ | --------------------------------- |
| Β         | βῆτα      | Betazismus   | b [b]                             |
| Γ         | γάμμα     | Gammazismus  | g [g]                             |
| Δ         | δέλτα     | Deltazismus  | d [d]                             |
| Ι         | ἰῶτα      | Jotazismus   | j [j]                             |
| Κ         | κάππα     | Kappazismus  | k [k]                             |
| Λ         | λάμβδα    | Lambdazismus | l [l]                             |
| Χ         | χῖ        | Chitismus    | ch [ç]                            |
| Ρ         | ῥῶ        | Rhotazismus  | r [ʁ]                             |
| Σ         | σίγμα     | Sigmatismus  | s [s]                             |
| ש         | שין       | Schetismus   | sch [ʃ]                           |
| Τ         | ταῦ       | Tauzismus    | t [t]                             |

Liegt ein Störungsbild derart vor, dass ein bestimmter Laut durch einen völlig anderen ersetzt wird, so erhält die Bezeichnung dieses Fehlers noch die Vorsilbe para-; beispielsweise nennt man bei Ersetzung des S-Lauts durch einen T-Laut diese Störung Parasigmatismus.

## Einteilung nach der Schwere der Dyslalie
Eine andere Klassifikation lässt sich nach der Schwere der Dyslalie aufstellen, nämlich danach, ob nur ein Laut oder mehrere betroffen sind:
- inkonstante Dyslalie: ein bestimmter Laut wird mal richtig, mal falsch gebildet;
- inkonsequente Dyslalie: ein Laut wird je nach Lautposition oder Wort durch unterschiedliche Laute ersetzt;
- partielle Dyslalie: ein bis zwei Laute werden falsch gebildet, die Sprache ist noch gut verständlich;
- multiple Dyslalie: mehr als zwei Laute sind betroffen, die Sprache ist weniger gut verständlich;
- universelle Dyslalie: die meisten Laute sind betroffen, die Sprache besteht hauptsächlich aus Vokalen (daher auch als „Vokalsprache“ bezeichnet; anderes Synonym für die universelle Dyslalie: „Hottentottismus“), die Sprache ist kaum noch verständlich.[1]

## Ursachen
Ursachen von Dyslalien sind in den meisten Fällen Wahrnehmungs- und Verarbeitungsstörungen im auditiven und visuellen Bereich, sowie Störungen der Sprechwerkzeuge (meist im Bereich der Mundmuskulatur). Oft liegen aber auch genetisch oder familiär bedingte Ursachen vor oder der Laut wird in der Muttersprache nicht verwendet und ist in ihr unbekannt.

## Therapie
Da es sich bei Störungen im phonetischen und im phonologischen Bereich um zwei verschiedene Formen von Dyslalien handelt, sind auch unterschiedliche Therapiemethoden angebracht. Dabei gibt es nie „die“ Therapieform, die rezeptartig angewandt wird; vielmehr werden in der logopädischen Praxis jeweils Therapiekonzepte entwickelt, die auf die individuellen Bedürfnisse der Patienten zugeschnitten sind und aus vorhandenen Therapiebausteinen sowie neuen, eigenen Ideen bestehen. Den Therapien gehen im Regelfall ein Anamnesegespräch, eine ausführliche Diagnose sowie ggf. andere therapeutische Maßnahmen wie zahn- oder ohrenärztliche Behandlungen voraus.
Grundlage der Therapie der phonetischen Störungen ist die „klassische Artikulationstherapie“ von Charles Van Riper. Sie besteht aus den drei Teilbereichen der Übungen zur Fremd- und Eigenwahrnehmung, der Korrekturphase sowie der Stabilisierungsphase. Die Therapie geht davon aus, dass ein fehlerhaftes Lautmuster nur dann verändert werden kann, wenn dem Sprecher seine Fehler bewusst sind.
In der phonologischen Therapie ist das „Metaphonkonzept“ die gängigste Therapiegrundlage. Vereinzelt gibt es zudem auch die so genannte „Minimalpaartherapie“ und die „Phonologische Therapie“ (ins Deutsche übertragen von Anette Fox). Therapien phonologischer Störungen sind in den meisten Fällen langwieriger, da die Problematiken oft tiefgreifender sind als bei phonetischen Störungen. Kinder mit einer unbehandelten oder nicht adäquat behandelten phonologischen Störung sind zudem einem höheren Risiko einer Schriftspracherwerbstörung ausgesetzt.

## Komik
Dyslalie wird gelegentlich als komisches Element in den Medien verwendet, so zum Beispiel die Dyslalie der fiktiven Version des Pontius Pilatus im Film Das Leben des Brian oder diejenige des Physikers Barry Kripke in der Fernsehserie The Big Bang Theory.